# 陳喬樅
陳 喬樅（ちん きょうしょう、Chen Qiaocong、1809年 ‐ 1869年）、字は樸園または樹滋。清朝の儒学者。
福建省閩県出身。父の陳寿祺も儒学者である。1825年に挙人となり、江西省で知県や知府を歴任した。儒学者としては今文学派に属し、著書に『今文尚書経説考』『欧陽夏侯遺説考』『魯詩遺説考』『斉詩遺説考』『韓詩遺説考』『魯斉韓毛四家詩異文考』『斉詩翼氏学疏証』『詩緯集証』『礼記鄭読考』『毛詩鄭箋改字説』『礼堂経説』『尚書説』がある。1869年、撫州の官舎で死去。